# NGC 6064-1
NGC 6064-1 (інші позначення — NGC 6052-1, IRAS16030+2040, UGC 10182, KUG 1603+206, MCG 4-38-22, ZWG 137.32, MK 297, VV 86, ARP 209, PGC 57039) — галактика типу Sc/P у сузір'ї Геркулес.